# Димитър Трайкович
Вижте пояснителната страница за други личности с името Димитър Чернев.
Вижте пояснителната страница за други личности с името Димитър Трайков.
Димитър Трайков (Трайкович) Чернев е български общественик, революционер и политик от следосвобожденска България.

## Биография
Димитър Трайкович е роден около 1817 година в големия македонски български град Велес, тогава в Османската империя, днес в Северна Македония. Семейството му се преселва в София, където Трайкович започва да работи като слуга при хаджи Коце Иванов (бащата на Йорданка Филаретова и Димитър Хаджикоцев), а по-късно се захваща и с търговия. Жени се за една от дъщерите на хаджи Коце, а след смъртта ѝ за вдовицата на Ташо Анастасов. Постепенно забогатява, става част от българския софийски елит и влиза в Софийската община. Държи хан недалеч от църквата „Света Неделя“.
Трайкович участва в българската църковна борба срещу другата софийската партия, начело с Мано Стоянов, подкрепяща гръцкия владика. Подпомага издаването на различни книги, издържа Девическото училище в София и построява в 1860 година новата му сграда, наречена на ктитора си Трайковото училище.
Димитър Трайкович е сред основателите на софийския революционен комитет, поддържащ връзки със Свищовския комитет. В 1867 година е арестуван, но след няколко месеца и със застъпничеството на чуждите консули в София е освободен. Трайкович продължава да се занимава с революционна дейност и става доверено лице на Васил Левски в Софийско. След Априлското въстание от 1876 година ханът му е опожарен от турците. При избухването на Руско-турската война в 1877 година е изпратен на заточение, но стига само до Цариград, където остава. След подписването на Санстефанския мир е освободен и се връща в София.
На 14 септември 1879 година става председател на градския съвет на София, но само няколко месеца по-късно на 30 юни 1880 година се оттегля поради болест. През този период на 17 септември 1879 година поддържаното от него Девическо училище е преобразувано в Първа софийска девическа гимназия, на 16 януари 1880 година общинският съвет приема първия цялостен регулационен план на града, сформирана е благоустройствена комисия която да се грижи за павирането, осветлението и канализирането на софийските улици.
Димитър Трайкович умира на 13 септември 1880 година, а опелото и погребението му стават на следващия ден в софийския катедрален храм „Света Неделя“.